# Östra Magsjön
Östra Magsjön är en sjö i Flens kommun och Strängnäs kommun i Södermanland och ingår i Nyköpingsåns huvudavrinningsområde. Sjön har en area på 1,59 kvadratkilometer och ligger 43,2 meter över havet. Sjön avvattnas av vattendraget Moraån. Vid provfiske har bland annat abborre, gers, gädda och löja fångats i sjön.

## Delavrinningsområde
Östra Magsjön ingår i det delavrinningsområde (656654-156442) som SMHI kallar för Utloppet av Östra Magsjön. Medelhöjden är 58 meter över havet och ytan är 7,16 kvadratkilometer. Det finns ett avrinningsområde uppströms, och räknas det in blir den ackumulerade arean 7,5 kvadratkilometer. Moraån som avvattnar avrinningsområdet har biflödesordning 3, vilket innebär att vattnet flödar genom totalt 3 vattendrag innan det når havet efter 95 kilometer. Avrinningsområdet består mestadels av skog (70 procent). Avrinningsområdet har 1,59 kvadratkilometer vattenytor vilket ger det en sjöprocent på 22,2 procent.

## Fisk
Vid provfiske har följande fisk fångats i sjön:
- Abborre
- Gärs
- Gädda
- Löja
- Mört
- Sarv